# Gometz-la-Ville
Gometz-la-Ville és un municipi francès, situat al departament de l'Essonne i a la regió de Illa de França. L'any 2007 tenia 1.190 habitants.
Forma part del cantó de Gif-sur-Yvette, del districte de Palaiseau i de la Comunitat de comunes del País de Limours.

## Demografia

### Població
El 2007 la població de fet de Gometz-la-Ville era de 1.190 persones. Hi havia 404 famílies, de les quals 66 eren unipersonals (33 homes vivint sols i 33 dones vivint soles), 138 parelles sense fills, 176 parelles amb fills i 24 famílies monoparentals amb fills.
La població ha evolucionat segons el següent gràfic:
Habitants censats

### Habitatges
El 2007 hi havia 469 habitatges, 430 eren l'habitatge principal de la família, 11 eren segones residències i 28 estaven desocupats. 395 eren cases i 69 eren apartaments. Dels 430 habitatges principals, 343 estaven ocupats pels seus propietaris, 74 estaven llogats i ocupats pels llogaters i 13 estaven cedits a títol gratuït; 13 tenien una cambra, 29 en tenien dues, 49 en tenien tres, 64 en tenien quatre i 276 en tenien cinc o més. 378 habitatges disposaven pel capbaix d'una plaça de pàrquing. A 138 habitatges hi havia un automòbil i a 273 n'hi havia dos o més.

### Piràmide de població
La piràmide de població per edats i sexe el 2009 era:
| Homes | Edats   | Dones |
| ----- | ------- | ----- |
| 0     | 95 o +  | 4     |
| 0     | 90 a 94 | 4     |
| 0     | 85 a 89 | 0     |
| 0     | 80 a 84 | 0     |
| 0     | 75 a 79 | 12    |
| 8     | 70 a 74 | 0     |
| 16    | 65 a 69 | 24    |
| 28    | 60 a 64 | 28    |
| 60    | 55 a 59 | 28    |
| 48    | 50 a 54 | 52    |
| 24    | 45 a 49 | 56    |
| 48    | 40 a 44 | 36    |
| 36    | 35 a 39 | 32    |
| 8     | 30 a 34 | 20    |
| 56    | 25 a 29 | 20    |
| 44    | 20 a 24 | 36    |
| 48    | 15 a 19 | 20    |
| 28    | 10 a 14 | 44    |
| 36    | 5 a 9   | 20    |
| 8     | 0 a 4   | 16    |

## Economia
El 2007 la població en edat de treballar era de 850 persones, 617 eren actives i 233 eren inactives. De les 617 persones actives 589 estaven ocupades (311 homes i 278 dones) i 27 estaven aturades (15 homes i 12 dones). De les 233 persones inactives 56 estaven jubilades, 109 estaven estudiant i 68 estaven classificades com a «altres inactius».

### Ingressos
El 2009 a Gometz-la-Ville hi havia 472 unitats fiscals que integraven 1.328,5 persones, la mediana anual d'ingressos fiscals per persona era de 29.261 €.

### Activitats econòmiques
Dels 94 establiments que hi havia el 2007, 1 era d'una empresa de fabricació de material elèctric, 6 d'empreses de fabricació d'altres productes industrials, 11 d'empreses de construcció, 20 d'empreses de comerç i reparació d'automòbils, 5 d'empreses de transport, 2 d'empreses d'hostatgeria i restauració, 4 d'empreses d'informació i comunicació, 2 d'empreses financeres, 1 d'una empresa immobiliària, 31 d'empreses de serveis, 4 d'entitats de l'administració pública i 7 d'empreses classificades com a «altres activitats de serveis».
Dels 24 establiments de servei als particulars que hi havia el 2009, 4 eren tallers de reparació d'automòbils i de material agrícola, 1 taller d'inspecció tècnica de vehicles, 4 paletes, 1 guixaire pintor, 1 fusteria, 1 electricista, 5 empreses de construcció, 3 perruqueries, 2 agències immobiliàries i 2 salons de bellesa.
L'únic establiment comercial que hi havia el 2009 era una botiga d'equipament de la llar.
L'any 2000 a Gometz-la-Ville hi havia 14 explotacions agrícoles.

## Equipaments sanitaris i escolars
El 2009 hi havia una escola elemental.

## Poblacions més properes
El següent diagrama mostra les poblacions més properes.